# أشيكاغا (عشيرة)

كامون عشيرة أشيكاغا.

عشيرة أشيكاغا (باليابانية: 足利氏 أشيكاغا-شي) كانت عشيرة ساموراي يابانية قامت بتأسيس شوغون موروماتشي وحكمت اليابان في الفترة بين 1336 إلى 1573.
انحسرت عشيرة أشيكاغا من عشيرة ميناموتو وقطنت أساسا مدينة أشيكاغا في مقاطعة شيموتسوكه (حالياً محافظة توتشيغي).
تفرع من عشيرة أشيكاغا العديد من العشائر الشهيرة منها هوسوكاوا، إيماغاوا، هاتاكه-ياما، كيرا، شيبا، هاتشيسوكا.

## شخصيات بارزة
- أشيكاغا تاكا-أوجي
- أشيكاغا يوشي-ميتسو